# فورد بي ماكس
فورد بي - ماكس سيارة من إنتاج شركة فورد أوروبا منذ 2012. تم الكشف عنها في معرض جنيف للسيارات عام 2011، وتم إطلاقها رسميًا في مؤتمر الجوالات العالمي عام 2012 في مدينة برشلونة.
بدأ الإنتاج في يونيو 2012، وبدأ تسويق الوحدات الأولى في اوآخر شهر يوليو. تم إطلاقها في اسواق المملكة المتحدة في 1 سبتمبر 2012. وفورد بي-ماكس مستوحاة من تصميم سيارة فورد فييستا، وكان منافسيها الرئيسيين فيات 500L وسيتروين C3 بيكاسو وسيارة فورد إف - السلسلة.